# Cheam
Pour l’article homonyme, voir Chaînon Cheam.
Cet article possède un paronyme, voir CHEAM.
Cheam est un village de la banlieue de Londres dans le borough londonien de Sutton, en Angleterre. Situé à la limite sud du Grand Londres, il jouxte le Surrey. Cheam est divisé en deux secteurs principaux, North Cheam et Cheam Village. North Cheam est plus commercial que Cheam Village et le sud de l'entité, plus résidentiels.

## Histoire
William Gilpin clergyman, et écrivain y était maître d'école. Sa notoriété est surtout liée au fait qu'il est l'un des créateurs de la notion de « pittoresque ». Son neveu William Sawrey Gilpin, fils du peintre animalier Sawrey Gilpin, y a étudié.

## Personnalités
Cheam est la ville natale du réalisateur britannique Paul Greengrass. Le chanteur Harry Secombe habitait à Cheam aussi, et le duc d'Édimbourg étudiait ici.